# Episodi di Sea Patrol (terza stagione)
La terza stagione della serie televisiva Sea Patrol è stata trasmessa in prima visione in Australia da Nine Network dal 18 maggio 2009 al 27 luglio 2009. 
Nella Svizzera Italiana la terza stagione è stata trasmessa per la prima volta in lingua italiana dal 20 luglio 2011 al 5 agosto 2011 su RSI LA1. 
In Italia è andata in onda in prima visione italiana su Rai 2 dal 19 novembre 2011 al 18 febbraio 2012.
| nº | Titolo originale    | Titolo italiano        | Prima TV Australia | Prima TV in Italiano |
| -- | ------------------- | ---------------------- | ------------------ | -------------------- |
| 1  | Catch and Release   | Addio ET               | 18 maggio 2009     | 20 luglio 2011       |
| 2  | Monkey Business     | Un ladro curioso       | 25 maggio 2009     | 21 luglio 2011       |
| 3  | China Dolls         | Bambole cinesi         | 1º giugno 2009     | 22 luglio 2011       |
| 4  | Guns                | Traffico d'armi        | 8 giugno 2009      | 25 luglio 2011       |
| 5  | Ghost Net           | Rete fantasma          | 15 giugno 2009     | 26 luglio 2011       |
| 6  | Oh Danny Boy        | Brutte sorprese        | 22 giugno 2009     | 27 luglio 2011       |
| 7  | Half Life           | I segreti dell'isola   | 29 giugno 2009     | 28 luglio 2011       |
| 8  | Red Sky Morning     | La nave degli orrori   | 6 luglio 2009      | 29 luglio 2011       |
| 9  | Pearls Before Swine | Predoni                | 13 luglio 2009     | 1º agosto 2011       |
| 10 | Safeguard           | Esercitazioni          | 20 luglio 2009     | 2 agosto 2011        |
| 11 | Secret Cargo        | I corrieri della droga | 20 luglio 2009     | 3 agosto 2011        |
| 12 | Black Gold          | Oro nero               | 27 luglio 2009     | 4 agosto 2011        |
| 13 | Red Reef            | La verità              | 27 luglio 2009     | 5 agosto 2011        |